# Arcadia (antigua región)
Arcadia (en griego: Ἀρκαδία) fue una región del Peloponeso central. Según la mitología griega, tomó su nombre del personaje de Arcas y en ella era especialmente venerado el dios Pan. Por ejemplo, a Pan estaban consagrados tres montes de la región: el Ménalo, el Lampea y el Nomia.
La región de Arcadia, carente de salida al mar, era una de las más atrasadas de Grecia durante la Antigüedad. Por eso, en la poesía helenística y romana y, posteriormente, en las artes del Renacimiento europeo, Arcadia era imaginada por poetas y artistas como un lugar idílico, utópico, en el que sus habitantes vivían con la pureza de los primeros tiempos, ajenos a los vaivenes del progreso humano. De este modo, la Arcadia feliz quedó como un tópico literario y, como tal, ha pasado a la cultura popular.
También hay una unidad regional moderna de Grecia del mismo nombre, que es más extensa que la antigua región.

## Historia
Arcadia se unió gradualmente en una confederación libre que incluía a todas las ciudades de Arcadia y fue llamada Liga de los arcadios. Enfrentó con éxito en el siglo VII a. C. la amenaza de Esparta y los arcadios lograron mantener su independencia. Participaron en las Guerras Persas junto con otros griegos al enviar fuerzas a las batallas de las Termópilas y Platea. Durante la guerra del Peloponeso, Arcadia se alió con Esparta y Corinto. En los años siguientes, durante el período de la hegemonía de Tebas, el general tebano Epaminondas reforzó la federación de Arcadia para formar un polo rival a la Esparta vecina. Luego fundó Megalópolis, que se convirtió en su nueva capital. Durante los siguientes siglos Arcadia se debilitó. Fue conquistada por los macedonios y más tarde los arcadios se unieron a la Liga Aquea.

## Geografía

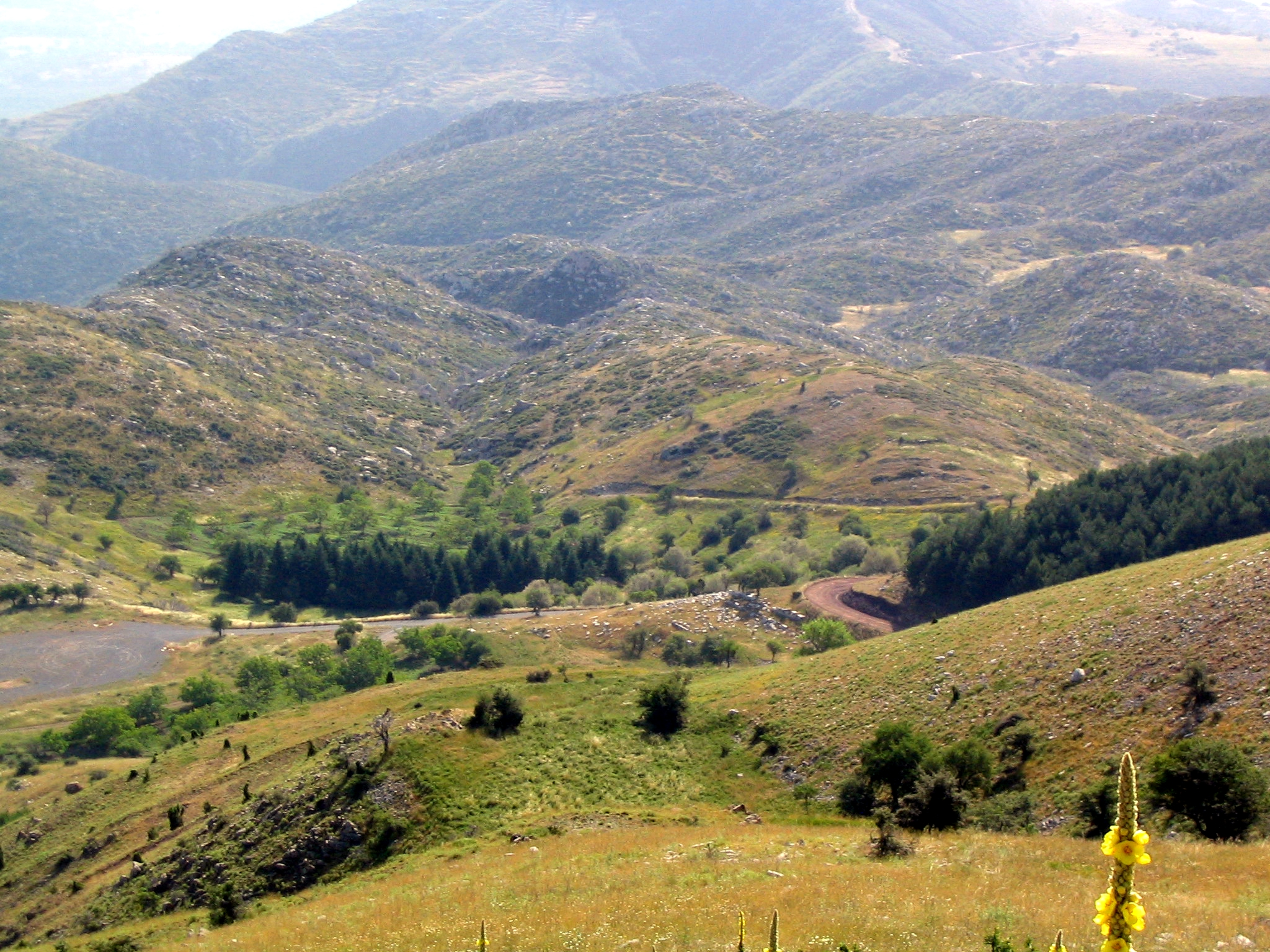
Monte Liceo

Geográficamente, la antigua Arcadia ocupó las tierras altas en el centro del Peloponeso. Al norte, limitaba con Acaya a lo largo de la cresta de un terreno elevado que iba desde el monte Erimanto al monte Cilene; la mayor parte del monte Aroania se encuentra dentro de Arcadia. Hacia el este, tenía límites con Argólida y Corintia a lo largo de la cresta del terreno elevado que se extiende desde el monte Cilene hasta el Monte Oligirto y luego al sur del Partenio. Al sur, la frontera de Laconia y Mesenia se extendía por las estribaciones de las cordilleras de Parnón y Taigeto, de manera que Arcadia contenía todas las cabeceras del río Alfeo, pero ninguna del río Eurotas. Al suroeste, la frontera con Mesenia se extendía a lo largo de las cimas del monte Nomia y el monte Eleo, y desde allí la frontera con Elis se extendía a lo largo de los valles de los ríos Erimanto y Diagon. La mayor parte de la región de Arcadia era montañosa, aparte de las llanuras alrededor de Tegea y Megalopolis, y los valles de los ríos Alfeo y Ladón. 

## Arcadios
Los arcadios eran una antigua tribu griega que estaba situada en el centro del Peloponeso, una región montañosa. Es considerada una de las tribus griegas más antiguas que se establecieron en Grecia y probablemente fue una tribu pariente de los proto-griegos que los autores antiguos mencionan como pelasgos. Si bien Heródoto parece tener la idea de que los arcadios no eran griegos, es claro que los arcadios eran considerados como los habitantes originales de la región.  Esto está atestiguado por mitos antiguos, como el mito de Arcas, el mito de Licaón, etc. 
Arcadia es también una de las regiones descritas en el catálogo de las naves de la Ilíada. El mismo Agamenón le dio a Arcadia los barcos para la guerra de Troya porque Arcadia, por mediterránea, no tenía una armada.

## Idioma
Debido a su carácter remoto y montañoso, Arcadia parece haber sido un refugio para los habitantes de los palacios micénicos, que huían de su colapso a raíz de la crisis del 1200 a. C. Cuando, durante la Edad Oscura griega (c. 1200 - 800 a. C.), los dialectos dóricos griegos se extendieron por el Peloponeso, tan sólo en Arcadia se siguió hablando un dialecto emparentado directamente con el griego micénico del segundo milenio a. C. Este dialecto, que presenta indudables semejanzas con el chipriota antiguo, forma lo que se conoce como el dialecto arcadochipriota. Nunca llegó a convertirse en un dialecto literario, pero sí se conoce a través de inscripciones.

## Pueblos
Los arcadios fundaron numerosas ciudades. De estas, las más poderosas fueron las ciudades que controlaban los pocos valles fértiles; Mantinea, Tegea y Orcómeno. Los pueblos restantes eran más montañosos o tenían llanuras más pequeñas. Algunos de estos fueron Asea, Hipsunte, Teutis, Herea, Tireo, Nestani, Alea, Licosura, Tricolonos, Tropea, Calia, Palantio, Feneo, etc. Desde el 370 a. C., Megalópolis se convirtió en la capital de Arcadia. 

## Arcadios notables

### Vencedores olímpicos
- Andróstenes de Ménalo, ganó el oro en 420 y 416 a. C.
- Eutimeno de Ménalo, ganó el oro en 400 y 392 a. C.

### Otros personajes históricos
- Polibio (circa 200-118 a. C.), historiador griego del período helenístico de Megalópolis.
- Filopemen (253-183 a. C.), general griego y hombre de Estado, estratego aqueo, conocido como "el último de los griegos".

### Seres mitológicos
- Atalanta, una mujer mítica griega que se dice fue la hija del rey de Arcadia.
- Evandro, hijo de Hermes y una ninfa arcadia. Natural de Palantio de Arcadia, fue el fundador de Palanteo en Italia, que luego fue una de las ciudades que se fusionaron en la antigua Roma.[8]
- Hermes, dios del gimnasio, hablar en público, robo.
- Pan, dios de lo salvaje, pastores y rebaños, naturaleza de las montañas, música de caza y rústica, y compañero de las ninfas
- Temis, una ninfa local, amante de Hermes y madre de Evandro. Los romanos la llamaban Carmenta.[8][9]